# Cynanthus
Cynanthus é um género de beija-flor da família Trochilidae.
Este género contém as seguintes espécies:
- Cynanthus sordidus (Gould, 1859)
- Cynanthus latirostris Swainson, 1827
- Cynanthus doubledayi Bourcier, 1847
- Cynanthus lawrencei Berlepsch, 1887
- Cynanthus auriceps (Gould, 1852)
- Cynanthus forficatus Ridgway, 1885
- Cynanthus canivetii (Lesson, 1832)